# Tommy Booth
Tommy Booth (ur. 9 listopada 1949 w Middleton) – angielski piłkarz, który występował w Manchesterze City i Preston North End
Swoją karierę rozpoczął w klubie z Manchesteru, a swój profesjonalny, ligowy debiut zaliczył 9 października 1968 w meczu z Arsenalem na Maine Road.  Booth w latach 1967-1981 wystąpił w prawie 400 meczach, zdobywając z City Puchar Anglii, Puchar Zdobywców Pucharów i dwukrotnie Puchar Ligi Angielskiej.  We wrześniu 1981 roku został sprzedany za 30000 funtów do Preston. Po trzech latach występów dla klubu z Deepdale odniósł kontuzję, która zmusiła go do zakończenia kariery. W lutym 1985 roku został zatrudniony na stanowisko menadżera Preston jednak z powodu problemów finansowych drużyny zrezygnował z tej funkcji rok później.